# 拉格雷夫峰
46°26′45.6″N 9°43′25.2″E / 46.446000°N 9.723667°E

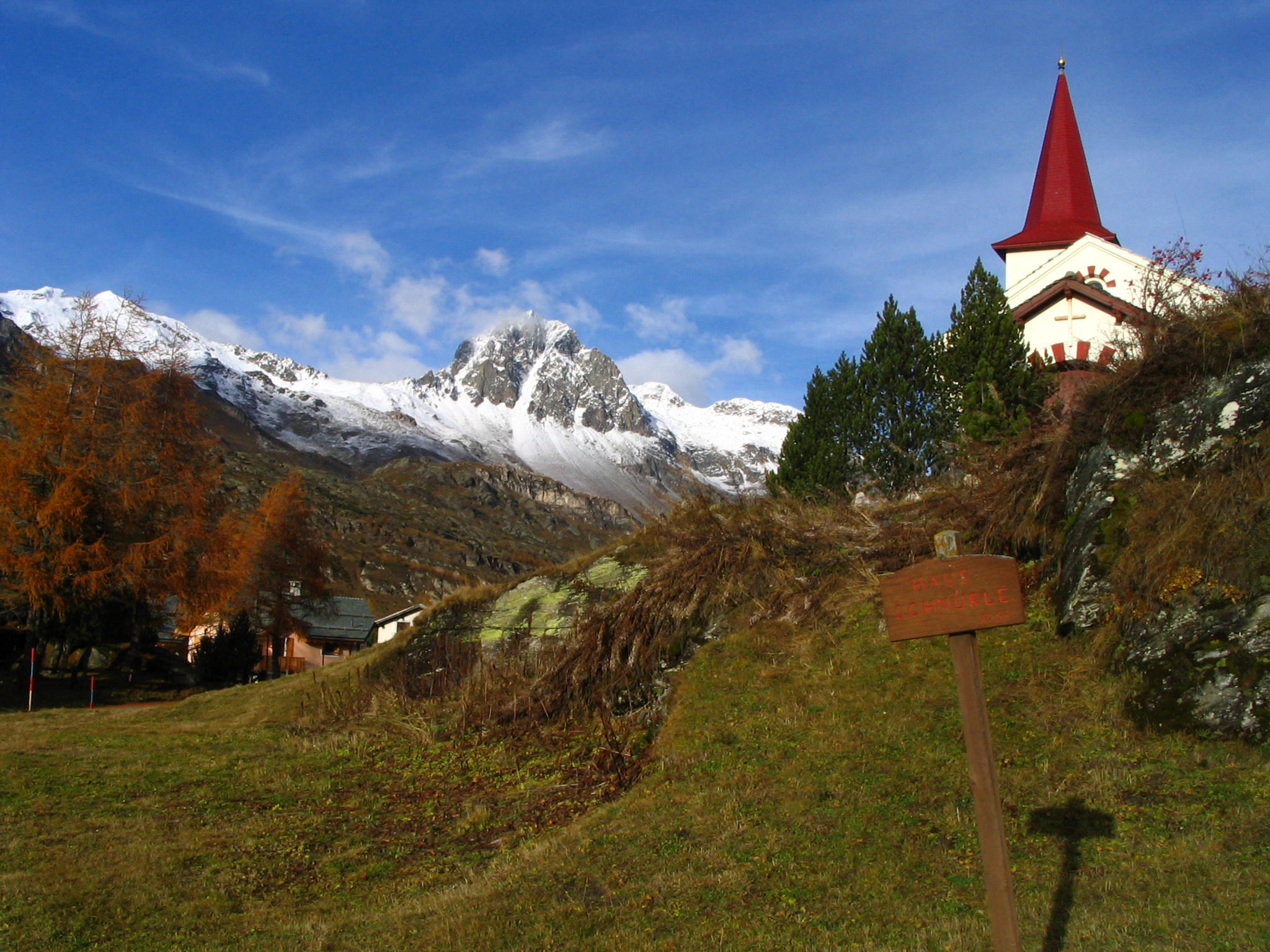

拉格雷夫峰（Piz Lagrev），是瑞士的山峰，位於該國東南部，由格勞賓登州負責管轄，屬於阿爾布拉山脈的一部分，海拔高度3,165米，每年平均降雨量1,693毫米，人類在1875年10月9日首次登頂。